# 李自成 (小說)
《李自成》，姚雪垠代表作，共5卷，全書長達300余萬字。第二卷曾獲第一屆茅盾文學獎。

## 写作过程
《李自成》是大河小說，1957年姚雪垠執筆，從崇禎十一年開始寫起，“许多年来我没有假日，没有节日，不分冬夏，每日凌晨三时左右起床，开始工作，每日工作常在十个小时以上”。1999年全書完成。
文革期間，毛澤東對王任重表示，“你們湖北作家姚雪垠的《李自成》第一卷分上、下兩冊，上冊已看過了，寫得不錯。你趕快通知武漢市委，要對姚雪垠加以保護，讓他把書寫完。”。
姚雪垠为了写作《李自成》而曾在8年时间里向湖北省图书馆、武汉大学图书馆、中国科学院武汉分院图书馆、北京图书馆、上海图书馆、重庆市图书馆等多个图书馆借阅过960种古籍资料，对明末的历史事件、社会制度和风俗民情有过深入的研究。以至于《李自成》成名后，湖北省图书馆为没有将姚雪垠的借阅图书记录保存下来而感到惋惜，认为如若在借阅记录的基础上进行筛选，将可与北京图书馆合编一部《〈李自成〉参考书目提要》，这对研究李自成或崇祯帝生平的专家，可以作为一个专题目录提供。还可以另编一部《明末史料书目提要》，供研究明末史的专家作为专题目录参考。

## 艺术特色
李自成一書說明了李自成人格的成長，李自成領導的農民軍是如何在明末以弱變強，最後推翻了明朝政權。姚雪垠以為崇祯十二年夏天，商洛山一役，使得李自成本人變得更成熟，是李自成一生中最大的轉捩點。這一年，李自成平定內亂，外殲明軍，表現出卓越的军事才能。隔年李自成往河南發展，一時飢民从之如流，農民軍破洛阳，杀福王，自此一發不可收拾。
《李自成》一書另一個特點是重新詮釋崇祯帝這位亡國之君的角色。姚雪垠認為崇禎是一位悲劇性的人物，他的勤政，在明朝歷代皇帝中所少見，他励精图治，宵衣旰食，他不是不想改革，但整個大明帝國暮氣已沉，他的失敗實在是非戰之罪。雖然崇禎本人有許多缺點，諸如：剛愎自用、多疑、轻信、善变、专断，但這些問題並非致命，實不足以亡國。第五卷上册描写崇祯自缢前痛心地说：“可叹我辛辛苦苦，宵衣旰食，励精图治，梦想中兴，无奈文臣贪赃，武臣怕死，朝廷上只有门户之争，缺少为朕分忧之臣，到头来落一个亡国灭族的惨祸。一朝亡国，人事皆非，山河改色，天理何在！……唉，苍天！我不是亡国之君而偏遭亡国之祸，这是什么道理？”因此姚雪垠後來又寫了一本《崇祯皇帝》。書中姚雪垠也不只一次暗示，明末的言官大多是「成事不足、敗事有餘」，只會結黨循私，卻毫無作為，當時李自成军队尚在山西，有人建议，改送太子去南京，但“一经言官反对，便不许再有南迁之议，遂使一盘活棋变成死棋”。這些人必須為明朝的滅亡負責。
姚本人對李自成做了詳盡的考證工作，他表示：关于潼关南原大战，“根据我的研究，根本没有发生过这次战争，但在写小说的时候，我从完成小说的使命着眼，采用了这个传说”。姚雪垠在書中也展現自己博學的一面，例如在第三章藉盧象昇之口，大談馬經，評比各地名駒。

## 出版日期
- 1963年7月《李自成》第一卷上、下册出版；
- 1976年12月《李自成》第二卷上、中、下册出版；
- 1981年8月《李自成》第三卷上、中、下册出版；
- 1999年第四、五卷（每卷各上、下两册）同时出版。

## 評價
- 茅盾稱：“第一卷写战争不落《三国演义》等书的旧套，是合乎当时客观现实的艺术加工，这是此书的独创特点。以潼关南原之战为例，有时写短兵相接，有时写战局全面的鸟瞰，疏密相间，错落有致。义军分兵两路同时突围而略有先后，写了李自成一面，接写高夫人一面，重点在李自成，而高夫人一面仍然声势不凡。”[5]

## 外部連結
- 观念与小说——关于姚雪垠的五卷本《李自成》